# 降初
降初（1963年6月—），四川丹巴人，藏族，中国共产党党员。中华人民共和国政治人物、第十三届全国人民代表大会四川地区代表。

## 生平
降初任四川省人民政府副秘书长，四川省扶贫开发局党组书记、局长。2018年2月24日，当选为第十三届全国人大代表。
因在脱贫攻坚战中作出突出贡献，2021年2月25日全国脱贫攻坚总结表彰大会上，降初被授予“全国脱贫攻坚先进个人”。
2022年5月，任四川省人民政府副秘书长、办公厅主任。